# Alberto Benito
Alberto Benito Correa (ur. 13 czerwca 1992 w Altafulli) – hiszpański piłkarz występujący na pozycji obrońcy.